# Ruota di scorta

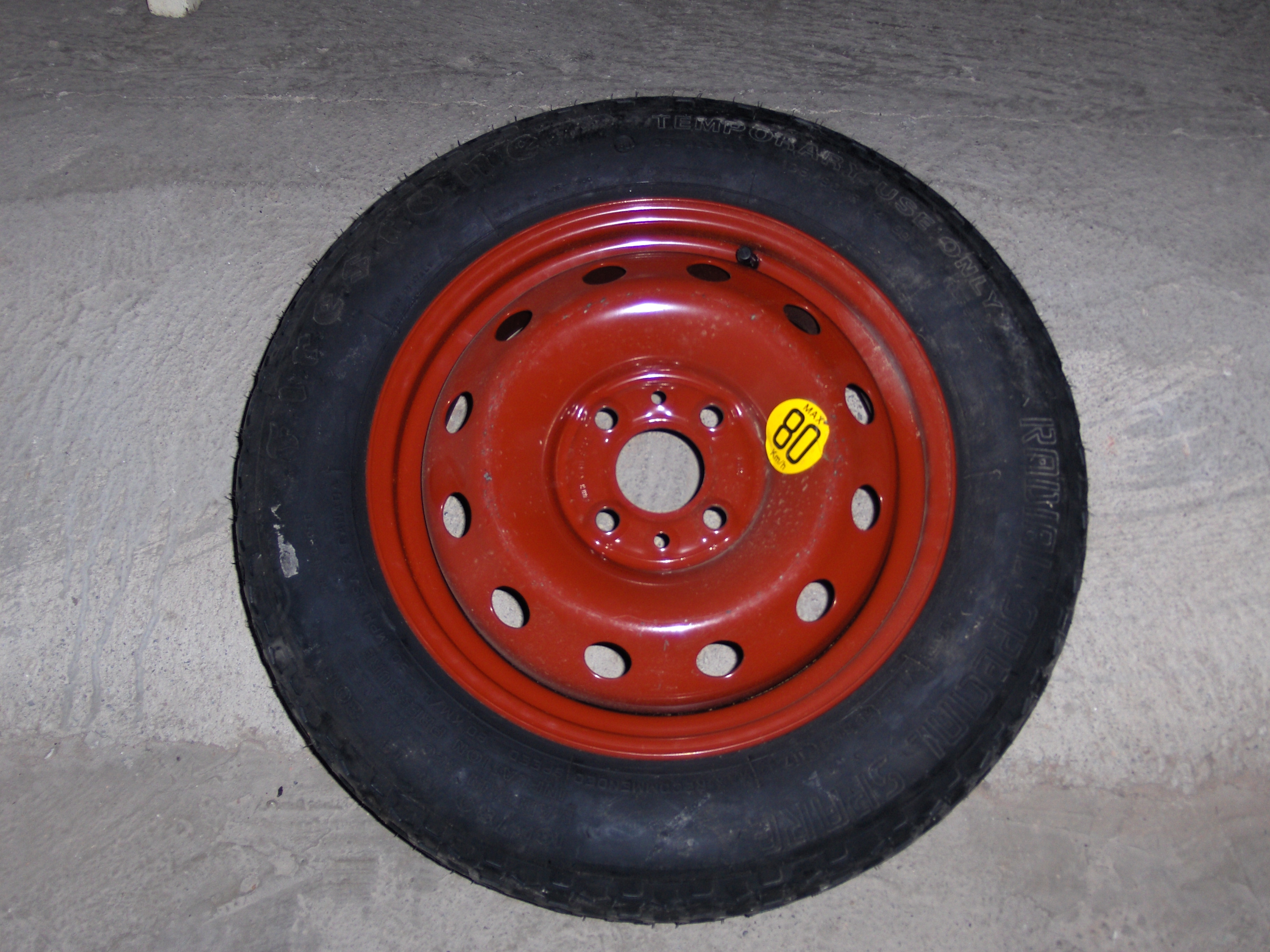
Ruotino di un'autovettura

La ruota di scorta è una ruota supplementare, utilizzata solo per la sostituzione in caso di foratura di uno pneumatico delle ruote usate normalmente da un veicolo. 
Questa può essere:
- ruota normale: ha le stesse misure delle ruote usate normalmente;
- ruotino: ha misure più compatte rispetto alle ruote normalmente usate sull'auto (larghezza minore del battistrada e canale del cerchio più stretto) e viene identificata per via della verniciatura diversa rispetto alle ruote per cui è omologata (le misure del ruotino non debbono essere presenti sulla carta di circolazione) e nei modelli più recenti anche da un bollo con su scritta l'andatura massima in caso di montaggio. Gli inconvenienti di tale ruota sono: la minore resistenza del copertone e, nel caso venga usato come ruota motrice, il maggiore lavoro svolto dal differenziale per via delle differenze di circonferenza e di conseguenza di rotazione tra le ruote.

In alcuni casi la ruota di scorta viene sostituita dal kit di gonfiaggio e schiuma, che sigillano le piccole perdite e permettono di gonfiare lo pneumatico.
Generalmente le ruote di scorta vengono tenute:
- nel bagagliaio: tipico alloggiamento degli autoveicoli europei;
- sotto l'automezzo: tipico alloggiamento degli autoveicoli americani;
- sul portellone posteriore: tipico di alcuni fuoristrada;
- sul cofano anteriore: tipico di alcuni fuoristrada;
- lateralmente: alloggiamento tipico delle prime automobili e di alcuni ciclomotori, tra cui la Piaggio Vespa e la Innocenti Lambretta.